# Anon (film)
Anon è un film del 2018 scritto e diretto da Andrew Niccol con protagonisti Clive Owen e Amanda Seyfried.

## Trama
In un futuro in cui tutte le persone ricevono un flusso costante d’informazioni visive attraverso impianti per la realtà aumentata, l’anonimato è scomparso. La vita di ogni cittadino viene registrata e scaricata in un database chiamato “Ether” a cui le autorità possono accedere per perseguire i criminali.
L’investigatore Sal Frieland indaga su alcuni omicidi collegati tra loro ed eseguiti con modalità analoghe. L'autore di questi delitti ha coperto le proprie tracce manipolando "Ether", in modo che la polizia non possa identificarlo. Frieland, durante le indagini, incontra una donna che risulta priva di identità. A partire da questo indizio, Frieland intraprende una missione in cui egli stesso farà da esca nel tentativo di catturare il criminale che è diventato un pericolo per l’intero sistema.

## Produzione
Le riprese del film sono iniziate nel settembre 2016 a New York.

## Promozione
Il primo trailer del film viene diffuso il 1º marzo 2018.

## Distribuzione
In Italia il film è stato distribuito dalla Eagle Pictures su Netflix a partire dal 4 maggio 2018.

## Accoglienza

### Incassi
Il film ha incassato un totale mondiale di 1197741 $.

### Critica
Sull'aggregatore Rotten Tomatoes il film riceve il 36% delle recensioni professionali positive con un voto medio di 5,2 basato su 50 critiche, mentre su Metacritic ottiene un punteggio di 26 su 100 basato su 31 critiche.